# Ons Hattab
Pour les articles homonymes, voir Hattab.
Ons Hattab, née à Kairouan, est une femme politique tunisienne membre de Nidaa Tounes.

## Biographie

### Études
Elle est titulaire d'un doctorat en gestion des organisations non gouvernementales.

### Carrière politique
Candidate lors des élections législatives de 2014 sous les couleurs de Nidaa Tounes, elle est élue députée à l'Assemblée des représentants du peuple dans la circonscription de Kairouan.